# EX-335
La EX-335 es una carretera de titularidad de la Junta de Extremadura. Su categoría es local. La denominación oficial es   EX-335 , de Palomas a Oliva de Mérida.

## Historia de la carretera
Es la antigua   BA-601 , cuya nomenclatura cambió a   EX-335  al redefinirse la Red de Carreteras de Extremadura en 1997.

## Inicio
Tiene su origen en la localidad de Palomas en la glorieta de intersección con las carreteras   EX-210 ,   EX-212  y   EX-334 .

## Final
El final está en Oliva de Mérida en la glorieta intersección con   EX-336  y   EX-338 .

## Trazado, localidades y carreteras enlazadas
La longitud real de la carretera es de 12.330 m, de los que la totalidad discurren en la provincia de Badajoz.
Su desarrollo es el siguiente:
| P. K.           | HITO                                                             |
| --------------- | ---------------------------------------------------------------- |
| 0+000           | Inicio. Glorieta intersección EX-210 / EX-212 / EX-334 (Palomas) |
| 0+160 - 0+240   | Puente sobre río Palomillas                                      |
| 0+290 - 0+700   | Travesía de Palomas                                              |
| 0+930           | Intersección BA-005 (Alange)                                     |
| 4+050 - 4+080   | Puente sobre río San Juan                                        |
| 8+300           | Puerto de Palomas                                                |
| 11+810 - 12+330 | Travesía de Oliva de Mérida                                      |
| 12+330          | Fin. Glorieta EX-336 y EX-338 (Oliva de Mérida).                 |

## Otros datos de interés
(IMD, estructuras singulares, tramos desdoblados, etc.).
El ancho de la plataforma es de 7 metros, con dos carriles de 3 metros y dos arcenes de 0,50 metros.
Los datos sobre Intensidades Medias Diarias en el año 2006 son los siguientes:
| P. K. | IMD | Ligeros | Pesados | % Pesados |
| ----- | --- | ------- | ------- | --------- |
| 5+300 | 942 | 791     | 151     | 16,1      |

## Evolución futura de la carretera
La carretera se encuentra acondicionada dentro de las actuaciones previstas en el Plan Regional de Carreteras de Extremadura.